# 沙赫布尔 (中央邦)
沙赫布尔（Shahpura）是印度中央邦丁多里縣的一个城镇。总人口9449（2001年）。

## 人口
该地2001年总人口9449人，其中男性4841人，女性4608人；0—6岁人口1265人，其中男655人，女610人；识字率71.10%，其中男性为79.36%，女性为62.41%。